# Novella (torrente)
Il Novella (Noèla in noneso) è un torrente che scorre interamente in Val di Non, in provincia autonoma di Trento. Nasce alle falde del monte Luco e sfocia nel lago di Santa Giustina.

## Il corso del Novella
Il torrente nasce alle pendici del monte Luco in Alta Val di Non. Per un tratto scorre lungo il confine amministrativo tra le province di Trento e Bolzano. A sud dell'abitato di Senale riceve da sinistra le acque del rio del Luco. Scorre poi a valle di San Felice, dove riceve le acque del rio San Felice, e di Tret, dove riceve le acque del rio Santa Maria, provenienti dal lago di Santa Maria (o lago di Tret). Prosegue nella valle che separa gli abitati di Dovena e Castelfondo dall'abitato di Fondo. Nella zona a sud del castello di Castelfondo riceve le acque del rio Rabiola, affluente di destra. Riceve da sinistra le acque del rio Sass a valle dell'abitato di Vasio e prosegue il proprio percorso a sud degli abitati di Brez, Arsio e Cloz, nella valle che li separa da Dambel. Nella zona a sud degli abitati di Romallo e Revò raggiunge le acque del lago artificiale di Santa Giustina.
Prima della costruzione della diga di Santa Giustina il Novella era un affluente di sinistra del torrente Noce. A seguito della formazione del bacino artificiale è divenuto un immissario del lago. La parte terminale della valle dove un tempo scorreva il torrente forma il ramo nord-est del lago di Santa Giustina.

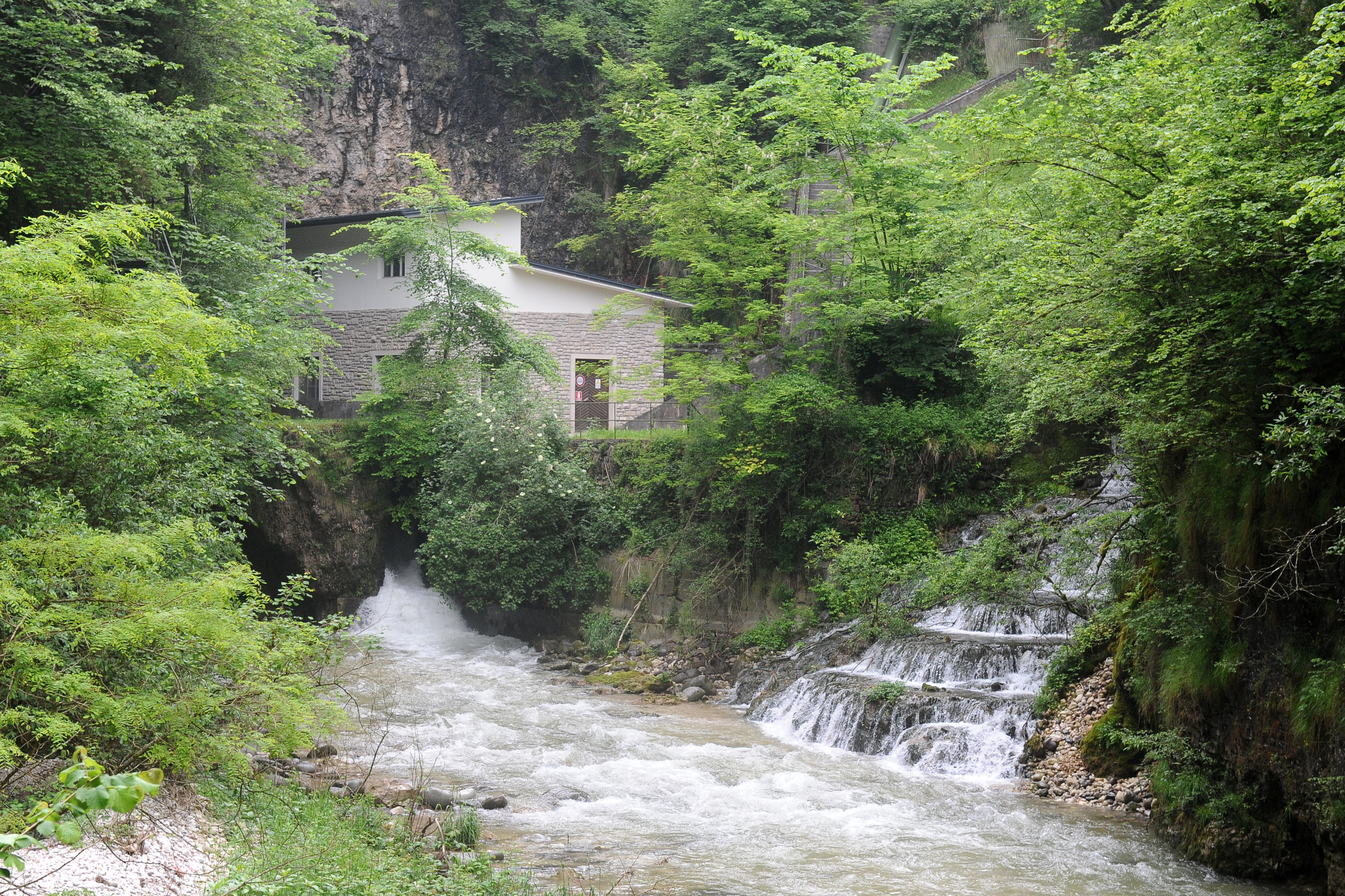
La centrale di Dambel-Pozzena e la foce del torrente Novella nella posizione in cui si trova nei momenti in cui il livello dell'acqua del lago di Santa Giustina è vicino al massimo della capienza.

Il torrente scorre per gran parte del suo percorso in lunghi tratti di canyon talvolta formato da profonde forre. Percorre delle gole nella zona a valle di San Felice e Tret. Scorre nella profonda valle a forra che separa Castelfondo e Fondo. Attraversa infine delle profonde gole prima di immettersi nel lago di Santa Giustina.